# Hani al-Mulki

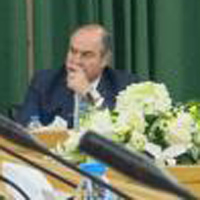
Hani al-Mulki (2016)

Hani al-Mulki (arabisch هاني الملقي; * 15. Oktober 1951 in Amman) ist ein jordanischer Politiker und Diplomat.

## Leben
Hani al-Mulki erhielt 1974 einen Bachelor-Abschluss in Produktionstechnik in Ägypten und machte seinen Master- und Doktortitel am Rensselaer Polytechnic Institute in Troy im US-Bundesstaat New York.
Er war vom 21. August 1998 bis 4. März 1999 Minister für Wasser, Energie und Mineralische Ressourcen. Vom 19. März 1997 bis 20. August 1998 war er Minister für Industrie und Handel in Jordanien. Vom 25. Oktober 2004 bis 5. April 2005 war er Außenminister von Jordanien. Vom 9. Februar 2011 bis 17. November 2011 war er Minister für Industrie und Handel in Jordanien. Als Nachfolger von Abdullah Ensour war er vom 29. Mai 2016 bis zu seinem Rücktritt am 4. Juni 2018 Ministerpräsident von Jordanien. Zum Nachfolger ernannte König Abdullah II. den bisherigen Bildungsminister und früheren Weltbank-Ökonomen Omar al-Razzaz.

## Auszeichnungen
- Order of the Star of Jordan